# جیمز هنری کارپنتر
جیمز هنری کارپنتر (انگلیسی: James Henry Carpenter; ۱۴ سپتامبر ۱۸۴۶ – ۶ مارس ۱۸۹۸) نظامی و کارآفرین اهل ایالات متحده آمریکا بود، که در سال ۱۸۹۲ شرکت کارپنتر تکنولوژی را تأسیس کرد.